# Wądroże Wielkie
Wądroże Wielkie (Duits: Groß Wandriß) is een dorp in het Poolse woiwodschap Neder-Silezië, in het district Jaworski. De plaats maakt deel uit van de gemeente Wądroże Wielkie en telt 620 inwoners.

## Verkeer en vervoer

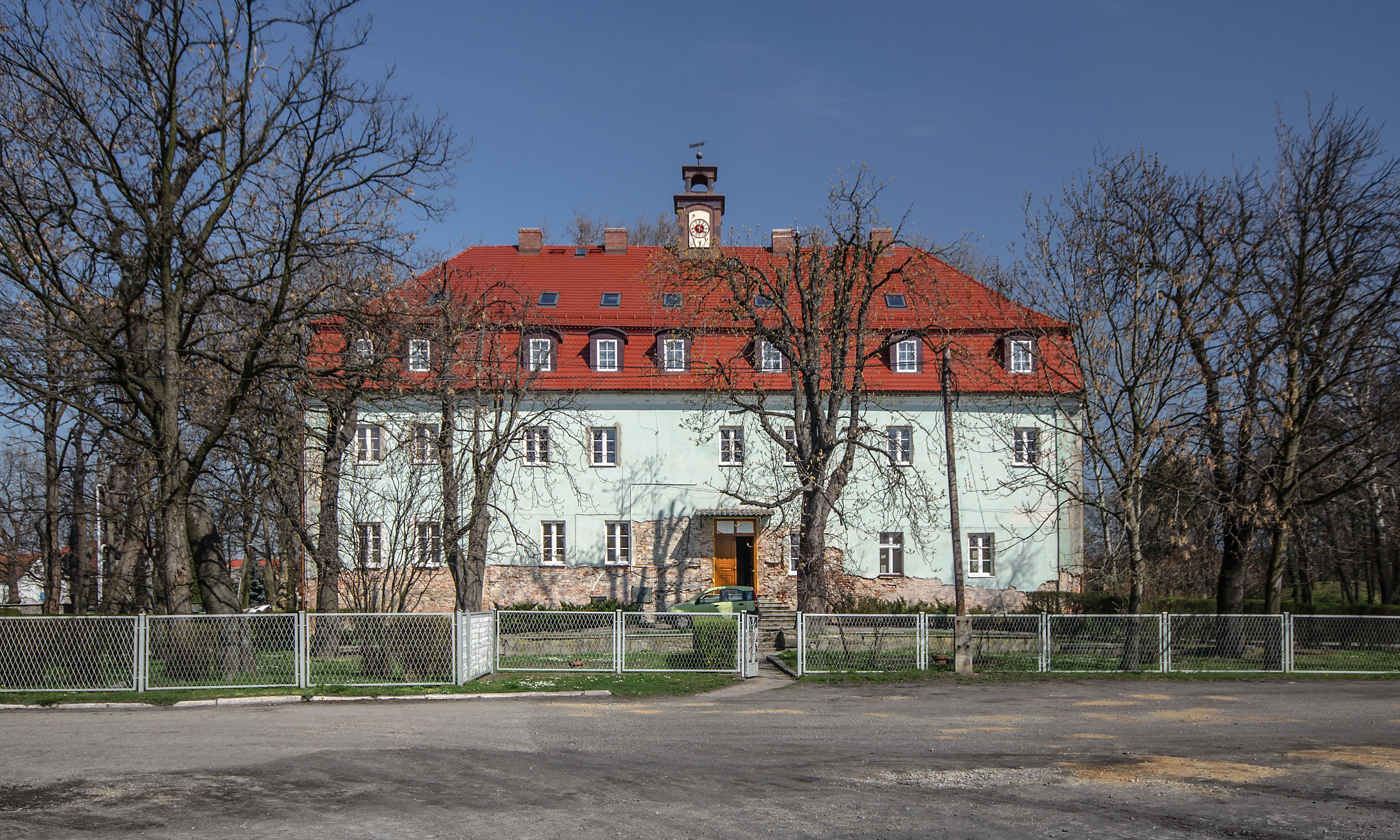

- Station Wądroże Wielkie